# V478 Геркулеса
V478 Геркулеса (лат. V478 Herculis) — карликовая новая, двойная катаклизмическая переменная звезда типа SU Большой Медведицы (UGSU)* в созвездии Геркулеса на расстоянии (вычисленном из значения параллакса) приблизительно 7496 световых лет (около 2298 парсек) от Солнца. Видимая звёздная величина звезды — от +17,1m до +15,5m. Орбитальный период — около 0,629 суток (15,1 часа).

## Характеристики
Первый компонент — жёлтая эруптивная быстрая неправильная переменная звезда (IS) спектрального класса G. Масса — около 1,88 солнечной. Эффективная температура — около 5779 K.
Второй компонент — аккрецирующий белый карлик. Масса — около 0,75 солнечной.